# Promieniowanie Czerenkowa

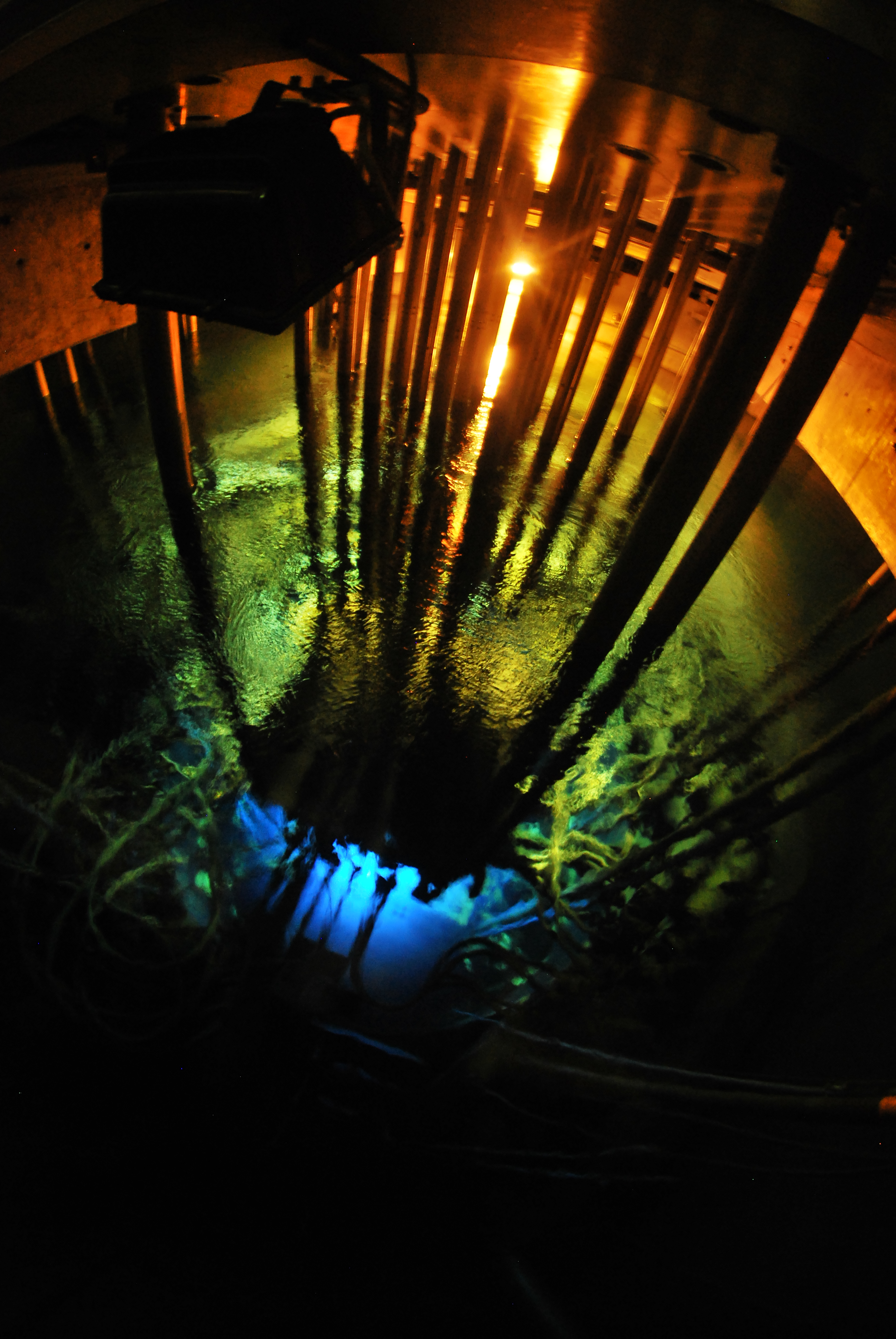
Promieniowanie Czerenkowa w reaktorze Maria

Promieniowanie Czerenkowa, efekt Czerenkowa – promieniowanie elektromagnetyczne emitowane, gdy naładowana cząstka (np. elektron) porusza się w ośrodku materialnym z prędkością większą od prędkości fazowej światła w tym ośrodku. Fala elektromagnetyczna jest emitowana tylko w ściśle określonym kierunku leżącym pod kątem ostrym do kierunku ruchu cząstki. Nazwa tego typu promieniowania pochodzi od nazwiska rosyjskiego fizyka Pawła A. Czerenkowa, który opisał to zjawisko fizyczne.
Popularną analogią jest przyrównanie tego zjawiska do uderzenia dźwiękowego (fali uderzeniowej), wywołanego przez ciało poruszające się z prędkością ponaddźwiękową.
Promieniowanie Czerenkowa można zaobserwować w reaktorach jądrowych. W wyniku reakcji zachodzących w reaktorze powstają wysokoenergetyczne, przenikliwe cząstki, które dostając się do wody będącej chłodziwem reaktora, powodują powstawanie promieniowania Czerenkowa. W rezultacie woda dookoła rdzenia świeci na niebiesko. W Polsce można to zjawisko obserwować w reaktorze Maria w podwarszawskim Świerku.

## Historia
Czerenkow odkrył efekt świecenia szybko poruszających się cząstek naładowanych w materii w 1934 roku, pracując w laboratorium pod kierownictwem Wawiłowa. Dlatego w Rosji promieniowanie to nazywane jest promieniowaniem Czerenkowa-Wawiłowa. Trzy lata później Tamm i Frank wyjaśnili naturę tego promieniowania. Za odkrycie i wyjaśnienie tego efektu Czerenkow, Tamm i Frank otrzymali w roku 1958 nagrodę Nobla w dziedzinie fizyki.
Jednakże efekt ten został przewidziany już w 1888 roku przez Olivera Heaviside’a.

## Powstawanie promieniowania Czerenkowa

Cząstka porusza się w prawo emitując w każdym momencie falę kulistą

Gdy w dielektrycznym ośrodku porusza się cząstka mająca ładunek elektryczny, polaryzuje ona atomy znajdujące się blisko swojego toru poruszania się. Po jej przelocie powracają one do poprzednich stanów, emitując przy okazji kwant energii.
Warunkiem powstania promieniowania Czerenkowa jest odpowiednia prędkość naładowanej cząstki. Musi być ona większa od prędkości fazowej światła w substancji, w której cząstka się porusza. Warunek ten wyraża wzór:
{\displaystyle v>v_{f}={\frac {c}{n}}}
gdzie:
{\displaystyle n} – współczynnik załamania światła substancji,
{\displaystyle c} – prędkość światła w próżni.
Wówczas czoła fal emitowanych w poszczególnych momentach kolejno w punktach 0, 1, ..., 5 (zobacz Rys. 1 – czarne okręgi) równocześnie dochodzą do powierzchni stożkowej (niebieska linia, wierzchołek stożka w p. 5). W czasie {\displaystyle t} cząstka pokonuje odległość od punktu 0 do punktu 5. Droga ta jest równa
{\displaystyle vt}
W tym samym czasie światło wysłane przez cząstkę w punkcie 0 pokonuje odległość do powierzchni stożkowej równą
{\displaystyle v_{f}t}
Z rysunku można odczytać
{\displaystyle \sin \alpha ={\frac {v_{f}t}{vt}}={\frac {v_{f}}{v}}={\frac {c}{nv}}}
Na skutek interferencji promieniowanie rozchodzi się dalej tylko w kierunku prostopadłym do powierzchni stożkowej (zobacz animację). Kierunek rozchodzenia się promieniowania tworzy z kierunkiem ruchu cząstki kąt θ, który można wyznaczyć z zależności
{\displaystyle \theta ={\frac {\pi }{2}}-\alpha }
skąd, wykorzystując wzór na sinα, można zapisać
{\displaystyle \cos \theta ={\frac {c}{nv}}}

## Zastosowanie

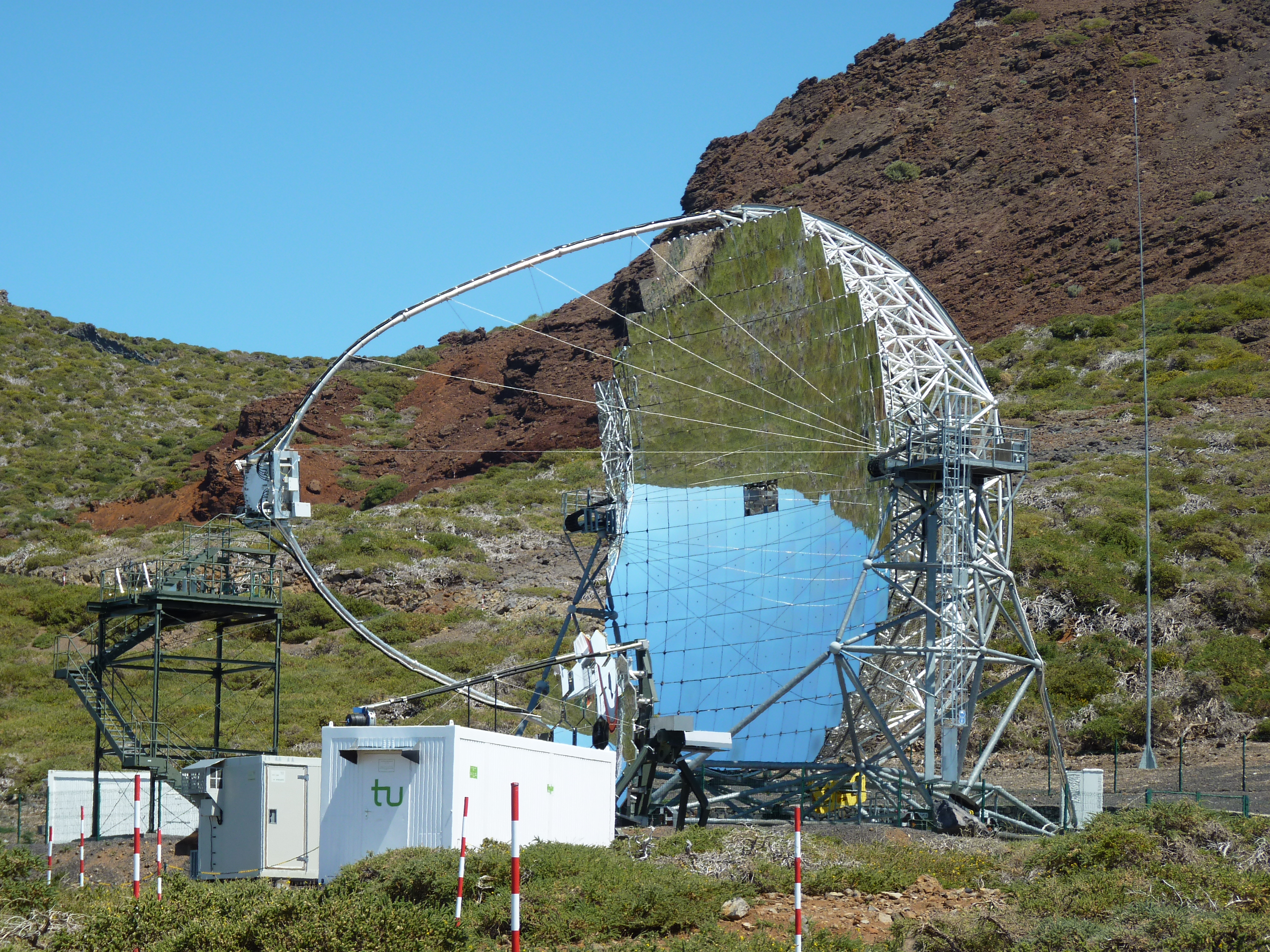
Teleskop MAGIC (Major Atmospheric Gamma-ray Imaging Cherenkov Telescopes)

W fizyce cząstek elementarnych promieniowanie Czerenkowa ma zastosowanie w licznikach, służących do detekcji i precyzyjnego wyznaczania prędkości wysokoenergetycznych, naładowanych cząstek.
Promieniowanie Czerenkowa jest także wykorzystywane w astrofizyce wysokich energii do detekcji wysokoenergetycznych kwantów gamma. Używa się w tym celu teleskopów optycznych rejestrujących promieniowanie Czerenkowa, wywołane przez cząstki wytwarzane przez promieniowanie kosmiczne, w wyniku oddziaływania kwantów gamma promieniowania kosmicznego z atmosferą Ziemi. Metoda ta, jako jedyna, pozwala na obserwacje kosmicznych źródeł promieniowania gamma z powierzchni Ziemi.